# Hallein
Hallein é uma cidade histórica no estado austríaco de Salzburgo, a capital do distrito de Hallein. Ela está localizada na região de Tennengau, ao sul da cidade de Salzburgo e ao longo do rio Salzach, na sombra do maciço Untersberg, perto da fronteira com a Alemanha. Com uma população de cerca de 20.300 habitantes, Hallein é a segunda maior cidade do estado de Salzburgo.

## História
A mina de sal de Hallein no planalto Dürrnberg tem registros de assentamentos na área que foram traçados de 4000 anos atrás. Foi uma comunidade céltica de 600 aC até os romanos assumirem o reino Nórico em 15 a.C.

### Segunda Guerra Mundial
Hallein foi o local de um anexo de campo de trabalho para o campo de concentração de Dachau durante a Segunda Guerra Mundial. Depois da guerra, foi o local de um permanente campo de pessoas deslocadas (Beth Israel). Em meados de 1947, a World ORT abriu uma escola em dois dos quartéis, ensinando costura, costura, tecnologia elétrica e rádio, cozimento, formação esteticista e estofos para mais de 200 alunos. Mais tarde a ORT também ofereceu aulas de língua inglesa. Em 1948, com o encerramento de outros campos DP, Hallein tornou-se o ponto de coleta austríaco para emigrados judeus para o Canadá e os Estados Unidos. O acampamento foi fechado em 1954.